# کوکوی زمینی نوک‌مرجانی
کوکوی زمینی نوک‌مرجانی (نام علمی: Carpococcyx renauldi)، که همچنین به عنوان کوکوی زمینی رنولدی شناخته می‌شود، یک گونه بزرگ زمینی از کوکوهای خانواده کوکویان است. در کامبوج، لائوس، تایلند و ویتنام یافت می‌شود. زیستگاه طبیعی آن جنگل‌های دشت مرطوب گرمسیری است. نام انگلیسی آن به نوک سرخ مرجانی آن اشاره دارد که آن را از دو عضو دیگر این سرده (Carpococcyx) جدا می‌کند.